# Hexachlorobenzène
Pour les articles homonymes, voir HCB.
L’hexachlorobenzène (HCB) est un composé chimique de formule C6Cl6. Il s'agit d'un composé organique aromatique dérivant formellement du benzène C6H6 par substitution des six atomes d'hydrogène par six atomes de chlore.

## Propriétés physico-chimiques
Il se présente sous forme d'une poudre blanche de cristaux incolores dont la masse volumique apparente est voisine de 0,8 g·cm-3.
Il est très faiblement soluble dans l'eau, mais l'est bien davantage dans le benzène C6H6, l'éthanol C2H5OH, l'éther diéthylique C2H5–O–C2H5 et le chloroforme CHCl3.

## Utilisation
Il a été utilisé comme fongicide avant d'être interdit par la convention de Stockholm sur les polluants organiques persistants.
Il s'agit d'un cancérogène probable pour l'homme dont les effets sont avérés chez les animaux ; il fait partie des cancérogènes du groupe 2B du CIRC.
L'hexachlorobenzène continue à être produit pour la réalisation des caoutchoucs synthétiques, comme plastifiant du PVC, et pour la production du pentachlorophénol.
La production mondiale a atteint 10 000 tonnes par an en 1981.
En 1996, 4 000 tonnes étaient encore produites en tant que sous produit du perchloroéthylène, avant d'être détruites par incinération.
Le 18 juillet 2014, Ségolène Royal, la Ministre de l'Écologie, s'est opposée au projet d'incinération en Isère, à Salaise-sur-Sanne, par la Société Tredi (appartenant au Groupe Séché), de 9 000 tonnes de déchets chimiques, hautement toxiques, de type HCB, en provenance d'Australie. Elle a refusé la demande préalable à l'importation, présentée par la société australienne Orica, en indiquant que le transport de déchets dangereux en provenance des antipodes constitue une aberration écologique.

## Réglementation
L'usage de l'hexachlorobenzène est interdit dans la communauté européenne depuis 1981 et la convention de Stockholm depuis 2001.

## Production et synthèse
La synthèse d'hexachlorobenzène peut être réalisée principalement de trois façons différentes. Tout d'abord, la chloration directe du benzène liquide par du chlore Cl2 gazeux conduit au C6Cl6. Cette chloration peut également être réalisée, en présence de chlorure de cuivre(II) CuCl2 comme catalyseur, par action du chlorure d'hydrogène HCl et de l'oxygène O2 gazeux sur le benzène :
C6H6 + 6 HCl + 3 O2 → C6Cl6 + 6 H2O.
Enfin, il peut également être obtenu à partir d'hexachlorocyclohexanes, mélange de stéréoisomères de formule brute C6H6Cl6 dont le lindane fait partie, par pyrolyse à haute température (de 350 à 600 °C) en présence de chlore Cl2 :
C6H6Cl6 + 3 Cl2 → C6Cl6 + 6 HCl.